# Maria av Navarra

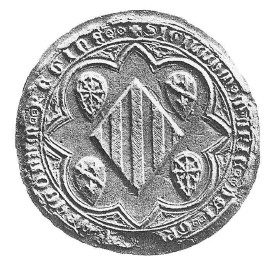
Maria av Navarras sigill

Maria av Navarra, även kallad Marie d'Évreux, född 1329, död 1347, var en drottning av Aragonien; gift 1338 med kung Peter IV av Aragonien.  Hon avled i barnsäng.  

## Biografi
Hon var dotter till Filip III d'Evreux, kung av Navarra. Hon gifte sig med Peter IV i hans första äktenskap. Vigseln ägde rum 1338 i Alagón eller Zaragoza. 
Paret fick fyra barn. Hon födde två döttrar och år 1345 en tredje dotter som avled vid födseln. Peter IV blev då övertygad om att Maria bara kunde föda döttrar, och försökte då ändra Aragoniens tronföljdslag och införa kvinnlig tronföljd så deras äldsta dotter Constanza skulle kunna efterträda honom. I sin krönika beskriver Pedro el Ceremonioso hur beslutet ledde till konflikter med den aragonska och valencianska adeln, men särskilt med kungens bror Jaime de Urgell. 
I april 1347 fick María ett manligt barn i Valencia, Pedro, som dog inom några timmar efter födseln; hon avled själv fem dagar senare. 